# Linuxgraphic
Linuxgraphic est un site web francophone traitant des ressources graphiques pour systèmes GNU/Linux et plus généralement des logiciels graphiques libres.
Le site fournit quatre types de services :
- un regroupement d'actualités récentes
- des tutoriels
- des ressources graphiques
- des documents de référence

## Historique
Dès 1998-99, André Pascual écrivait des articles pour Linuxfocus. De son côté, Yves Ceccone faisait de même.
Alors qu'André s'intéressait au dessin vectoriel à travers Sketch, il apprit, (sans doute par le coordonnateur Linuxfocus de l'époque, John Perr, un voisin) que Yves  Ceccone écrivait un didacticiel pour Sketch. Après s'être rencontrés et avoir collaboré sur le sujet, ils sont bientôt rejoints par Frédéric Toussaint qui s'intéressait à l'infographie sous GNU/Linux.
Au cours d'échanges de courriels, l'idée germe de créer un site entièrement consacré à l'infographie linuxienne. Fin 1999, les bases de Linuxgraphic.org étaient posées. Au printemps 2000, le site était ouvert au public.
Ils ont été rejoints rapidement par Raymond Ostertag, qui a créé plus tard Gimp-fr.org, puis par Olivier Saraja, Michel Armand, Xavier Michelon puis Franck Barnier.
D'autres suivront sans que l'effectif augmente pour autant, car Linuxgraphic vit selon une règle d'or : chacun travaille à son rythme, selon ses disponibilités, pour la durée qui lui convient, ce qui induit un renouvellement des membres.
La gestation, la naissance et la vie de Linuxgraphic sont liées à Internet. Yves Ceccone, Fredéric Toussaint et André  Pascual ont œuvré près de deux ans sans se rencontrer physiquement. Il faudra attendre les RMLL de 2001 puis les suivantes pour que les premières mains se serrent.
Aujourd'hui, Linuxgraphic est composé de  : André Pascual, Olivier Saraja, Michel Armand, Franck Barnier.

## Documents de référence

### Glossaire illustré de l'infographie
Devenu une référence depuis 2002, le (fr) Glossaire illustré de l'infographie, conçu et maintenu par André Pascual, est disponible dans sa version 2005 au format PDF.

### Traduction du best-seller de Carey Bunks: 'Grokking the Gimp'
Traduit de l'anglais et disponible en HTML, Grokking the Gimp reste un modèle d'accessibilité.

### Manuel d'utilisation de Skencil
Disponible en français et anglais, le (fr + en) Manuel d'utilisation de Sketch (devenu Skencil depuis peu) permet une approche aisé d'un des logiciels phare en matière de dessin vectoriel.

## Sections du site

### 2D
Dessin bitmap ou vectoriel, grands principes de la retouche photo mais aussi logiciels spécifique comme The GIMP et Skencil, la section 2D regorge d'informations et de tutoriels.

### 3D
Généralités, dossiers techniques, articles sur Blender, POV-Ray, Moonlight Atelier et OpenGL.

### Configurer
Tout ce qui touche à l'installation et la configuration des matériels de graphisme libre.

## Services principaux

### Brèves et actualités
Disponibles en page d'accueil, les brèves sont des liens directs vers les sites d'origines tandis que les actualités offrent plus de détails.

### Galeries d'artistes
Linuxgraphic.org propose à tous les artistes utilisant les logiciels libres pour leurs créations d'héberger gratuitement leurs œuvres.

### Forums
De la vie du site en passant par les discussions générales et les spécificités de tel matériel ou logiciel, les forums sont le lieu privilégié de tous les échanges.

### Annuaire de liens
Le site propose un annuaires de liens par catégories.
Il est possible de noter les liens présentés et d'en ajouter de nouveaux.

## Services annexes

### Moteur de recherche interne
Basé sur les APIs Google, il permet d'effectuer une recherche par mots clés

### Flux RSS
4 flux sont disponibles : brèves, actualités, forums et galeries

## Plugin de recherche Firefox
Permet d'intégrer au navigateur le plugin de recherche du site pour un accès direct

### Newsletter
Fonctionnalité en cours de réaménagement

### Barre latérale Mozilla
Tout Linuxgraphic dans une sidebar très pratique.

## Projets en cours
Version 3 du site en cours d'élaboration, entièrement basée sur une architecture XML.
Nettoyage du contenu, modernisation de l'interface et extension des services.